# Monique Moens
Monique Moens (Brussel, 30 december 1961) is een voormalig Belgisch politica uit het Brussels Hoofdstedelijk Gewest. Ze was  tot 26 april 2007 lid van het Vlaams Belang, daarna van de Lijst Dedecker.

## Levensloop
Na het behalen van een diploma Kinderverzorging in 1980 werkte Moens vanaf 1982 kinderverzorgster aan de Vrije Universiteit Brussel. In 1990 werd ze bediende en nadien was ze van 2001 tot 2004 parlementair medewerker voor het Vlaams Blok, de voorloper van Vlaams Belang.
In oktober 2000 werd ze verkozen tot gemeenteraadslid in Brussel, wat ze bleef tot in 2012. Bij de derde rechtstreekse Vlaamse verkiezingen van 13 juni 2004 werd ze een van de zes leden van het Vlaams Parlement uit de kieskring Brussel-Hoofdstad. Ze bleef Vlaams volksvertegenwoordiger tot juni 2009 en was lid van de commissie Wonen, Stedelijk Beleid, Inburgering en Gelijke Kansen.
Vanwege de door haar geconstateerde verstarring binnen het Vlaams Belang onder Frank Vanhecke, die een rechtse coalitie Forza Flandria afwees, verkoos ze in navolging van Jurgen Verstrepen en Fabrice Morreau de gelederen van Jean-Marie Dedeckers rechts-libertaire partij Lijst Dedecker te versterken, terwijl ze in het Vlaams Parlement als onafhankelijke ging zetelen. Voor die partij kwam ze tijdens de federale verkiezingen op 10 juni 2007 op voor de Kamerlijst in de kieskring Brussel-Halle-Vilvoorde, maar geraakte niet verkozen. In juni 2009 stond ze bij de Vlaamse verkiezingen op de tweede plaats van de LDD-lijst in de kieskring Brussel-Hoofdstad, evenmin zonder verkozen te raken.